# 巴遜站
巴遜站（越南语：*/?）位於越南胡志明市第一郡𤅶犧坊，是胡志明市都市鐵路1號線的一個車站。 2024年12月22日正式啟用。

## 車站結構

### 歷史
本站於2024年12月22日與胡志明市都市鐵路1號線一同正式啟用。

### 車站樓層
全站除地面層外共設有四層，包括：
- G層（地面層）：出入口。
- B1層（地下一層）：售票區、商業區、閘機區。
- B2層（地下二層）：島式月臺L1 1號線乘車區。

### 出入口
巴遜站目前共設有4個出入口。
|      |      |      |                              |                  |
| 編號 | 设施 | 照片 | 出口指示                     | 建議前往的目的地 |
| 1    |      |      | 孫德勝街、首添二橋、吳文五街 |                  |
| 2    |      |      | 孫德勝街、阮友景街、黎聖宗街 |                  |
| 3    |      |      | 西貢河、巴遜碼頭             |                  |
| 4    |      |      | 孫德勝街、阮友景街、白藤公園 |                  |
|      |      |      |                              |                  |

## 鄰近地點
- 西貢動植物園
- 西貢聖若瑟大修院
- 加爾默羅會修院
- 西貢大學第二校區